# Eduardo Úrculo
Eduardo Úrculo, né le 21 septembre 1938 à Santurtzi et mort le 31 mars 2003 à Madrid, est un peintre et sculpteur espagnol qui a travaillé dans plusieurs mouvements artistiques comme l'expressionnisme, le néo-cubisme et le pop art.

## Biographie
En 1959, il se rend à Paris, où il suit des cours à Académie de la Grande-Chaumière de Quartier du Montparnasse. En 1966, après une crise créative, il abandonne la "peinture sociale" et s'installe à Ibiza.
En 1968 il retourne à Madrid et en 1969 il expose à Francfort-sur-le-Main. En 1984 il commence à travailler le bronze pour réaliser ses premiers pas dans la sculpture, et qu'il expose en 1985 à la foire d'art contemporain Arco (foire d'art). En 2002, il reçoit la Médaille d'or du mérite des beaux-arts par le Ministère de l'Éducation, de la Culture et des Sports.Le 31 mars 2003, il subit une crise cardiaque mortelle.

## Œuvre
- El descubrimiento, 1992,
- El regreso de Williams B. Arrensber, 1993,
- El viajero, La Ciudad y El Equipaje, 1994,
- Exaltación de la manzana, 1996,
- Los libros que nos unen, homenaje a Emilio Alarcos, 1999,
- Homenaje a Santiago Roldán, 1999,
- Equipaje de ultramar, 2000,
- Culis monumentalibus, 2001.